# Rhabdomastix coloradensis
Rhabdomastix coloradensis là một loài ruồi trong họ Limoniidae. Chúng phân bố ở miền Tân bắc.